# Клаус Ернст фон Рор
Клаус Ернст фон Рор (на немски: Claus Ernst von Rohr; * 19 август 1673; † 3 януари 1735) е благородник от стария род Рор в Бранденбург.
Той е син на Клаус Албрехт фон Рор (* 24 октомври 1615; † 29 септември 1684, Трамниц) и втората му съпруга Елизабет фон дер Хаген (* 14 септември 1642, Хоенауен; † 30 юни 1726, Трамниц), дъщеря на Томас фон дер Хаген (1598 – 1658) и Барбара фон дер Гроебен († 1653). Брат е на Георг Лудвиг фон Рор (1678 – 1746).
Фамилията живее в имението Трамниц в Бранденбург.

## Фамилия
Клаус Ернст фон Рор се жени на 1 ноември 1702 г. в Трамниц за Анна Тугендрайх фон Ендерлайн († 2 юни 1753, Трамниц), дъщеря на Ханс Дитрих фон Ендерлайн († ок. 1708) и Доротея фон Барделебен. Те имат осем деца, от които порастват пет сина и дъщеря:
- Ханс Албрехт Фридрих фон Рор (* 30 август 1703, Трамниц; † 6 декември 1784, Трамниц), кралски пруски полковник, женен I. Йохана Лингер, II. на 15 февруари 1760 г. в Брюнкендорф за Илзаба София фон Мьолендорф (* 7 ноември 1735, Брюнкендор; † 12 март 1804) и има с нея син
- Елизабет Доротея Маргарета фон Рор (* кръстена 5 май 1705, Трамниц; † 27 септември 1743), омъжена на 7 юни 1743 г. в Трамниц за Хайнрих Кристоф фон Клоеден (* ок. 1708; † 7 уили 1763)
- Йохен Вилхелм фон Рор (* кр. 31 май 1706, Трамниц; † 12 ноември 1751, Трамниц)
- Ернст Лудвиг фон Рор (* кр. 9 февруари 1708, Трамниц; † 1790/1794), женен на 24 октомври 1754 г. във	Варником за Шарлота Магдалена Елизабет фон Льошебрант († сл. 1790)
- Томас Филип фон Рор (* кр. 27 юли 1709, Трамниц; † 23 март 1710, Трамниц)
- Мария Тугендрайх фон Рор (* кр. 18 февруари 1711, Трамниц; † 24 септември 1718, Трамниц)
- Георг Мориц фон Рор (* кр. 23 юни 1713, Трамниц; † 11 юни 1793, Брюн), кралски пруски хауптман, фонтанес „хауптман фон Капернаум“, женен I. на 3 февруари 1756 г. в Гадов за София Катарина Доротея фон Платен (* кр. 14 април 1735, Мезендорф; † 30 ноември 1761), II. на 13 юли 1762 г. в Триплац за София Шарлота Отилия фон Вален-Юргас (* ок. 1738; † 24 август 1769, Триплац), III. на 19 април 1770 г. в Триплац за Елизабет София Вилхелмина фон дер Хаген (* ок. 1746; † 8 август 1774, Триплац), IV. на 10 април 1776 г. в Хайлигенграбе за Мария Доротея Ганз цу Путлиц (* ок. 1746); има общо 11 деца
- Анна Хелена София фон Рор (* кр. 19 юли 1715; † 30 юли 1716, Трамниц)